# كلية الهندسة المعلوماتية بجامعة دمشق
كلية الهندسة المعلوماتية :هي إحدى كليات جامعة دمشق وهي أحدث كليات الهندسة، تأسست الكلية في عام 1999 وتحوي أقسام هندسة البرمجيات و‌نظم المعلومات، ونظم التشغيل والشبكات، و‌الذكاء الصنعي.https://damascusuniversity.edu.sy/ite/

## الدرجات العلمية الممنوحة
تمنح الجامعة بناءً على اقتراح كلية الهندسة المعلوماتية ما يلي:
1- الدرجات العلمية الآتية:
أ- إجازة في الهندسة المعلوماتية (مهندس معلوماتية)، مدة الدراسة لنيل الإجازة في هذا التخصص خمس سنوات دراسية. ويذكر في كشف العلامات اسم الاختصاص الذي تخرج منه الطالب
ب- درجة دبلوم الدراسات العليا في الاختصاصات التي يحددها نظام الدراسات العليا في الكلية.
ج- درجة الماجستير في الاختصاصات التي يحددها نظام الدراسات العليا للكلية.
د- درجة الدكتوراه في الاختصاصات التي يحددها نظام الدراسات العليا للكلية.
تحدد مدة الدراسة لنيل دبلوم الدراسات العليا والماجستير والدكتوراه في نظام الدراسات العليا الخاص بالكلية.
2- دبلوم التأهيل والتخصص في الاختصاصات التي يحددها النظام الخاص بهذا الدبلوم في الكلية.

## الكادر التدريسي
ينقسم الكادر التدريسي لكل المواد تقريباً إلى مدرسي نظري، يدرّسون الأفكار النظرية والمفاهيمية للمواد، ومدرسي عملي يعلّمون الطلاب التطبيق العملي للمواد والبرامج اللتي يدرسونها
معظم الأساتذة (مدرسي النظري) في الكلية هم من خريجي معهد البحوث العلمية في دمشق، وذلك بسبب حداثة كليات الهندسة المعلوماتية في كل سوريا وبالتالي قلة عدد الأساتذة في مجال الهندسة المعلوماتية المقيمين في سوريا.

## الأقسام والتخصصات
تحوي الكلية إدارياً على أربعة أقسام:
- قسم العلوم الأساسية: وهو المسؤول عن المقررات التي لا ترتبط بشكل مباشر بتكنولوجيا المعلومات، مثل المواد الرياضية، اللغات، ومواد الاقتصاد وإدارة الأعمال والعلاقات العامة.
- قسم هندسة البرمجيات ونظم المعلومات: وهو المسؤول عن المقررات التي ترتبط بهندسة البرمجيات ونظم المعلومات، مثل سلسلة مقررات هندسة البرمجيات وسلسلة مقررات قواعد المعطيات وغيرها.
- قسم نظم التشغيل والشبكات: وهو المسؤول عن المقررات التي ترتبط بنظم التشغيل والشبكات الحاسوبية، مثل سلسلة مقررات نظم التشغيل، وأساسيات الشبكات والنظم الموزعة.
- قسم الذكاء الصنعي: وهو المسؤول عن المقررات المرتبطة بمواضيع مثل الواقع الافتراضي والروبوتيات ونظم قواعد المعرفة.

مدة الدراسة في الكلية خمس سنوات، حيث يدرس كل الطلاب في السنوات الثلاث الأولى مقررات موحدة، ثم بعد ذلك يختار كل طالب أحد التخصصات الثلاثة ويدرسها في السنتين الرابعة والخامسة، حيث يحوي كل تخصص على مواد خاصة به، إضافة لوجود مواد مشتركة بين كل التخصصات أو تخصصين فقط.
التخصصات الموجودة في الكلية هي على التوالي حسب الترتيب:
- قسم هندسة البرمجيات ونظم المعلومات.
- قسم نظم التشغيل والشبكات.
- قسم الذكاء الصنعي

## المقررات الدراسية
فيما يلي قوائم بالمقررات الدراسية التي تدرّس في الكلية، مصنفة حسب القسم الإداري المسؤول عنها ومرتبة حسب السنة التي تدرس فيها (بحاجة لتدقيق):
| قسم العلوم الأساسية | قسم هندسة البرمجيات | قسم النظم والشبكات | قسم الذكاء الصنعي |
| --- | --- | --- | --- |
| السنة الأولى - التحليل 1 - التحليل 2 - الجبر العام - الجبر الخطي - الفيزياء - الدارات الكهربائية والإلكترونية - اللغة الإنكليزية 1 - اللغة الإنكليزية 2 - اللغة العربية - التربية القومية السنة الثانية - التحليل 3 - التحليل العددي - الاحتمالات والإحصاء - مهارات التواصل - اللغة الإنكليزية 3 - اللغة الإنكليزية 4 - الدارات المنطقية السنة الثالثة - بحوث العمليات السنة الرابعة والخامسة - الاقتصاد و‌الإدارة في المؤسسات - التسويق - إدارة المشاريع | السنة الأولى - البرمجة 1 - البرمجة 2 السنة الثانية - البرمجة 3 - الخوارزميات وبنى المعطيات 1 - الخوارزميات وبنى المعطيات 2 السنة الثالثة - الأوتومات واللغات الصورية - قواعد المعطيات 1 - مشروع 1 السنة الرابعة والخامسة - قواعد المعطيات 2 - قواعد المعطيات المتقدمة - هندسة البرمجيات 1 - هندسة البرمجيات 2 - هندسة البرمجيات 3 - مشروع مترجمات - نظم الوسائط المتعددة والفائقة - المترجمات - هندسة نظم المعلومات - نظم البحث عن المعلومات - تطبيقات الإنترنت - البرمجة التفرعية - أمن نظم المعلومات | السنة الأولى - مبادئ عمل الحواسيب السنة الثانية - الاتصالات الرقمية ونظرية المعلومات - بنيان الحواسيب 1 السنة الثالثة - أساسيات الشبكات الحاسوبية - بنيان الحواسيب 2 السنة الرابعة والخامسة - نظم التشغيل 1 - نظم التشغيل 2 - برمجة التطبيقات الشبكية - نمذجة ومحاكاة النظم الشبكية - أمن الشبكات الحاسوبية - نظم الزمن الحقيقي - إدارة الشبكات الحاسوبية - أمن نظم المعلومات - النظم والتطبيقات الموزعة | السنة الثالثة - مبادئ الذكاء الصنعي - البيانيات والرسم بمعونة الحاسب - حسابات علمية السنة الرابعة والخامسة - خوارزميات البحث الذكية - المنطق الترجيحي والخوارزميات الوراثية - تعلم تلقائي - الرؤية الحاسوبية - الروبوتية - استكشاف المعرفة - نظم قواعد المعرفة - معالجة اللغات الطبيعية - الحقائق الافتراضية - الشبكات العصبونية |

## وصلات خارجية
- الموقع الرسمي